# Taça CERS de 1986–87
A Taça CERS de 1986-87 foi a 7.ª edição desta competição.
Os italianos do Amatori Lodi venceram o troféu pela 1.ª vez na história, derrotando os espanhóis do CE Noia na final.

## Equipas participantes
| Equipas           | Equipas                | Equipas        | Equipas      |
| ----------------- | ---------------------- | -------------- | ------------ |
| CP Tordera        | CE Noia                | HC Piera       | Amatori Lodi |
| GSH Pordenone     | Sporting CP            | Sporting Tomar | Carhaix HC   |
| SA Gazinet-Cestas | TSG 1900 Ober-Ramstadt | RESG Walsum    | Genève RHC   |

## Jogos

### 1.ª Eliminatória
| Equipa 1               | Total | Equipa 2       | 1.ª Mão | 2.ª Mão |
| ---------------------- | ----- | -------------- | ------- | ------- |
| Amatori Lodi           | 21-9  | Carhaix HC     | 5-2     | 16-7    |
| TSG 1900 Ober-Ramstadt | 14-6  | Genève RHC     | 8-3     | 6-3     |
| HC Piera               | 10-6  | Sporting Tomar | 8-1     | 2-5     |
| RESG Walsum            | 6-11  | Sporting CP    | 3-3     | 3-8     |

#### Esquema final
|  | Quartos-de-final | Quartos-de-final  | Quartos-de-final | Quartos-de-final |               |              | Meias-finais | Meias-finais | Meias-finais |  |         | Final | Final | Final |
|  |                  |                   |                  |                  |               |              |              |              |              |  |         |       |       |       |
|  | 1                | HC Piera          | 3                | 3                |               |              |              |              |              |  |         |       |       |       |
|  | 8                | Sporting CP       | 1                | 6                |               |              |              |              |              |  |         |       |       |       |
|  | 8                | Sporting CP       | 1                | 6                |               | Sporting CP  | 4            | 2            |              |  |         |       |       |       |
|  |                  |                   |                  |                  |               | Sporting CP  | 4            | 2            |              |  |         |       |       |       |
|  |                  | CE Noia           | 6                | 7                |               |              |              |              |              |  |         |       |       |       |
|  | 4                | CE Noia           | 6                | 7                | CE Noia       | 12           | 5            |              |              |  |         |       |       |       |
|  | 4                |                   |                  |                  | CE Noia       | 12           | 5            |              |              |  |         |       |       |       |
|  | 5                | Ober-Ramstadt     | 3                | 4                |               |              |              |              |              |  |         |       |       |       |
|  | 5                | Ober-Ramstadt     | 3                | 4                |               |              |              |              |              |  | CE Noia | 7     | 3     |       |
|  |                  |                   |                  |                  |               |              |              |              |              |  | CE Noia | 7     | 3     |       |
|  |                  | Amatori Lodi      | 5                | 6                |               |              |              |              |              |  |         |       |       |       |
|  | 3                | Amatori Lodi      | 5                | 6                | Amatori Lodi  | 9            | 15           |              |              |  |         |       |       |       |
|  | 3                |                   |                  |                  | Amatori Lodi  | 9            | 15           |              |              |  |         |       |       |       |
|  | 6                | SA Gazinet-Cestas | 1                | 4                |               |              |              |              |              |  |         |       |       |       |
|  | 6                | SA Gazinet-Cestas | 1                | 4                |               | Amatori Lodi | -            | -            |              |  |         |       |       |       |
|  |                  |                   |                  |                  |               | Amatori Lodi | -            | -            |              |  |         |       |       |       |
|  |                  | CP Tordera        | -                | -                |               |              |              |              |              |  |         |       |       |       |
|  | 2                | CP Tordera        | -                | -                | GSH Pordenone | 4            | 3            |              |              |  |         |       |       |       |
|  | 2                |                   |                  |                  | GSH Pordenone | 4            | 3            |              |              |  |         |       |       |       |
|  | 7                | CP Tordera        | 4                | 7                |               |              |              |              |              |  |         |       |       |       |
|  | 7                | CP Tordera        | 4                | 7                |               |              |              |              |              |  |         |       |       |       |

### Quartos-de-final
| Equipa 1      | Total | Equipa 2               | 1.ª Mão | 2.ª Mão |
| ------------- | ----- | ---------------------- | ------- | ------- |
| HC Piera      | 6-7   | Sporting CP            | 3-1     | 3-6     |
| CE Noia       | 17-7  | TSG 1900 Ober-Ramstadt | 12-3    | 5-4     |
| Amatori Lodi  | 24-5  | SA Gazinet-Cestas      | 9-1     | 15-4    |
| GSH Pordenone | 7-11  | CP Tordera             | 4-4     | 3-7     |

### Meias-finais
| Equipa 1     | Total | Equipa 2   | 1.ª Mão | 2.ª Mão |
| ------------ | ----- | ---------- | ------- | ------- |
| Sporting CP  | 6-13  | CE Noia    | 4-6     | 2-7     |
| Amatori Lodi | *     | CP Tordera | -       | -       |

* Nota: O CP Tordera abandonou o campo, na 1.ª mão, quando estava a perder 3-0. Como castigo, o CP Tordera foi expulso por conduta antidesportiva da competição.

### Final
| Equipa 1 | Total | Equipa 2     | 1.ª Mão | 2.ª Mão |
| -------- | ----- | ------------ | ------- | ------- |
| CE Noia  | 10-11 | Amatori Lodi | 7-5     | 3-6     |

| Vencedor da Taça CERS - 1986/87 |
| ------------------------------- |
|                                 |
| Amatori Lodi (1.º título)       |